# Flaminga xama
Flaminga xama är en djurart som tillhör fylumet slemmaskar, och som beskrevs av Corrêa 1958. Flaminga xama ingår i släktet Flaminga och familjen Lineidae. Inga underarter finns listade i Catalogue of Life.